# Procuradores dos Estados Unidos
Os Procuradores dos Estados Unidos são oficiais do Departamento de Justiça dos EUA que atuam como principais responsáveis pela aplicação da lei federal em cada um dos distritos judiciais federais dos EUA. Cada procurador dos EUA atua como promotor criminal federal chefe em seu distrito judicial e representa o governo federal dos EUA em litígios civis em tribunais federais e estaduais dentro de sua jurisdição. Os procuradores dos EUA são indicados pelo presidente e confirmados pelo Senado, após isso, são habilitados a cumprir mandatos de quatro anos.
Atualmente, há 93 procuradores dos EUA em 94 escritórios distritais localizados nos Estados Unidos e em seus territórios . Um procurador dos EUA é designado para cada um dos Distritos Judiciais Federais dos Estados Unidos.
Cada procurador dos EUA é o principal responsável pela aplicação da lei federal dentro de uma jurisdição específica, agindo sob a orientação do Manual dos Procuradores dos Estados Unidos .  Eles supervisionam os escritórios distritais com até 350 procuradores assistentes dos EUA e até 350 funcionários de apoio. 
Os Escritórios dos Pocuradores EUA são compostos principalmente por procuradores-assistentes dos EUA.
Chamados coloquialmente de "promotores federais", os procuradores assistentes dos EUA atuam como promotores em julgamentos criminais federais e como advogados do governo federal dos Estados Unidos em litígios civis nos quais os Estados Unidos são parte. No desempenho das suas funções como procuradores, eles têm autoridade para investigar pessoas, emitir intimações, apresentar acusações criminais formais, negociar acordos de confissão de culpa com os arguidos e conceder imunidade a testemunhas e a criminosos acusados. 
Os procuradores dos EUA e seus escritórios fazem parte do Departamento de Justiça . Os procuradores dos EUA recebem serviços de supervisão, supervisão e suporte administrativo por meio do Gabinete Executivo para Procuradores dos EUA do Departamento de Justiça. Procuradores selecionados dos EUA participam do Comitê Consultivo de Procuradores os Estados Unidos.

Bandeira de um procurador dos Estados Unidos.

## História e autoridade estatutária
Os Escritórios dos Procuradores dos Estados Unidos foram criados pela Lei do Judiciário de 1789, juntamente com o Gabinete do Procurador-Geral dos EUA e o Serviço de Delegados dos EUA . O mesmo ato também especificou a estrutura da Suprema Corte dos Estados Unidos e estabeleceu tribunais inferiores que compõem o Judiciário Federal dos Estados Unidos, incluindo um sistema de tribunais distritais. Portanto, o cargo de Procurador dos EUA é mais antigo que o Departamento de Justiça. A Lei do Judiciário de 1789 previa a nomeação em cada distrito judicial de uma "Pessoa instruída na lei para atuar como procurador dos Estados Unidos... cujo dever será processar em cada distrito todos os delinquentes por crimes e delitos cognoscíveis sob a autoridade dos Estados Unidos, e todas as ações civis nas quais os Estados Unidos estejam envolvidos..." Antes da existência do Departamento de Justiça, os procuradores dos EUA eram independentes do procurador-geral e não ficaram sob a supervisão e autoridade do procurador-geral até 1870, com a criação do Departamento de Justiça.  

## Nomeação
Os procuradores dos EUA são nomeados pelo presidente dos Estados Unidos  para um mandato de quatro anos,  com nomeações sujeitas à confirmação do Senado . Um procurador dos EUA continua no cargo, além do mandato nomeado, até que um sucessor seja nomeado e qualificado.  Por lei, cada procurador dos Estados Unidos está sujeito à destituição pelo presidente.  O procurador-geral tem autoridade desde 1986 para nomear procuradores interinos dos EUA para preencher uma vaga.

## Função dos Procuradores dos EUA
O procurador dos EUA é o principal representante e o chefe administrativo do Gabinete do Procurador dos EUA de seu distrito. É o principal promotor dos Estados Unidos em casos de direito penal e representa os Estados Unidos em casos de direito civil como réu ou autor, conforme o caso.   No entanto, eles não são os únicos que podem representar os Estados Unidos no Tribunal. Em certas circunstâncias, usando uma ação chamada qui tam, qualquer cidadão americano, desde que representado por um advogado, pode representar os interesses dos Estados Unidos e compartilhar as penalidades aplicadas aos culpados.
Como principais autoridades federais responsáveis pela aplicação da lei, os Procuradores dos EUA têm autoridade sobre todos os agentes federais responsáveis pela aplicação da lei em seus distritos e podem orientá-los a se envolver, interromper ou auxiliar em investigações. Na prática, isso envolveu o comando de ativos do Federal Bureau of Investigation, mas também inclui outras agências sob o Departamento de Justiça, como a Agência de Álcool, Tabaco, Armas de Fogo e Explosivos e a Drug Enforcement Administration. Além disso, os procuradores dos EUA cooperam com outras agências policiais não pertencentes ao Departamento de Justiça – como o Serviço Secreto dos Estados Unidos e o Serviço de Imigração e Alfândega – para processar casos relevantes às suas áreas jurisdicionais.
O procurador dos EUA para o Distrito de Columbia tem a responsabilidade adicional de processar casos criminais locais no Tribunal Superior do Distrito de Columbia, o equivalente a um tribunal municipal para a capital nacional. O Tribunal Superior é um tribunal federal do Artigo I. 

## Gabinete Executivo para Procuradores dos Estados Unidos
O Gabinete Executivo dos Procuradores dos Estados Unidos fornece apoio administrativo aos 93 procuradores dos Estados Unidos, incluindo:
- Assistência e direção executiva geral,
- Desenvolvimento de políticas,
- Direção e supervisão da gestão administrativa,
- Suporte operacional,
- Coordenação com outros componentes do Departamento de Justiça dos Estados Unidos e outras agências federais.

Essas responsabilidades incluem certos serviços jurídicos, de orçamento e administrativos, incluindo também educação jurídica.
O Gabinete Executivo dos Procuradores dos Estados Unidos foi criado em 6 de abril de 1953, pela Ordem do Procurador-Geral nº 8-53 para fornecer uma ligação estreita entre o Departamento de Justiça em Washington, DC, e os 93 procuradores dos EUA. Foi organizado pelo juiz do Tribunal de Apelações do Nono Circuito, James R. Browning, que também atuou como seu primeiro chefe.